# 정의진
정의진(1987년 6월 6일 ~ )은 대한민국의 성우로, 2016년에 한국방송 성우극회 공채 41기로 입사했다.

## 출연 작품

### 애니메이션
- 코드네임 X(KBS) - 나르
- 몬스터 탑(KBS) - 진용, 썬더트리케라
- 브레드 이발소 4: 베이커리 빵 스타즈(KBS) - 랩매머드
- 브레드와 윌크의 세계여행(KBS) - 셜록 홈즈, 펠레
- 치치핑핑(MBC) - 드래콩
- 헬로 카봇 뱅(SBS) - 덤피
- 뚝딱구조대(MBC) - 장난대장
- 포켓몬스터 W(투니버스) - 하루의 스마트로토무
- 슈퍼다이노(SBS) - 해리
- 마계학교! 이루마군(KBS 키즈) - 로빈
- 디지몬 고스트 게임(재능TV) - 류우다몬, 긴류우몬, 규키몬
- 고고 다이노(EBS) - 주니

### 라디오
생생 라디오 매거진 정의진입니다 (KBS 1라디오) - 진행(2017.09.04 ~ 2017.12.22)
소설극장 (KBS 3라디오)
- 2016.05.20 ~ 2016.06.27 강태식 作 <굿바이 동물원>
- 2016.12.10 ~ 2017.01.18 성석제 作 <황만근은 이렇게 말했다> (동환)
- 2017.01.19 ~ 2017.03.12 기욤 뮈소 作 <내일> (로미알드)
- 2017.06.12 ~ 2017.09.01 <거짓말> - 장어
- 2017.09.02 ~ 2017.10.25 <잠실동 사람들> - 괴외 교사
- 2017.10.26 ~ 2017.11.24 <에스코트 주시회사> - 성우
- 2017.11.25 ~ <노벰버 레인> - 희준

라디오 극장 (KBS 한민족 방송)
- 2016.02.01 ~ 2016.02.29 도진기 作 <가족의 탄생> (주민2/식당주인)
- 2016.05.01 ~ 2016.05.31 정유정 作 <내 심장을 쏴라>
- 2016.06.01 ~ 2016.06.30 홍부용 作 <아빠를 빌려 드립니다> (배달)
- 2016.08.01 ~ 2016.08.31 김종일 作 <몸 - 에피소드 1 : 눈 / 에피소드 9 : 몸> (박병호)
- 2016.09.01 ~ 2016.09.30 이혜린 作 <열정같은 소리 하고 있네>
- 2016.10.01 ~ 2016.10.31 김호연 作 <망원동 브라더스>
- 2016.12.01 ~ 2016.12.31 김범 作 <공부해서 너 가져> (니엘/웨이터/형사/경찰)
- 2017.01.01 ~ 2017.01.31 손선영 作 <이웃집 두 남자가 수상하다> (정지유)
- 2017.02.01 ~ 2017.02.28 정규웅 作 <붉은 꽃, 나혜석>
- 2017.03.01 ~ 2017.03.31 정길연 作 <달리는 남자 걷는 여자> (마영후)
- 2017.04.01 ~ 2017.04.30 <결혼면허> - 윤정식
- 2017.05.01 ~ 2017.05.31 <달빛연인> - 최해산
- 2017.06.01 ~ 2017.06.30 <마녀식당> - 단역
- 2017.07.01 ~ 2017.07.31 <여름, 어디선가 시체가> - 창희
- 2017.08.01 ~ 2017.08.31 <나의 토익 만점 수기> - 친구
- 2017.09.01 ~ 2017.09.30 <헬로 바바리맨> - TV 뉴스진행
- 2017.11.01 ~ 2017.11.30 <완벽한 인생> - 정완

KBS 무대 (KBS 한민족방송)
- 2016.04.02 <엘리트 학원 구하기> (남학생4)
- 2016.05.07 <위대한 이혼식> (조연출)
- 2016.05.28 <폭식을 멈추는 0번째 방법> (배달부2)
- 2016.06.18 <위험한 아이> (이순경)
- 2016.08.13 <알파준> (경찰)
- 2016.08.27 <인공지능 KRIX> (남학생)
- 2016.09.17 <나비> (행인1)
- 2016.10.08 <부산에 가면 콩고 고릴라를 만날 수 있나요?> (경찰2)
- 2016.10.22 <아버지를 찾아서> (사내2)
- 2016.11.05 <용필오빠 콘서트 가는 길> (중등 남규)
- 2016.11.26 <별이 빛나는 밤에> (남자)
- 2016.12.10 <종점> (학생)
- 2016.12.17 <내게 비트를 들려줘> (클럽 손님)
- 2016.12.24 <나의 오리지날 짝퉁> (경찰1)
- 2017.01.07 <천국의 주파수> (상인3)
- 2017.01.21 <카모마일 차를 마시는 밤> (남자)
- 2017.01.28 <꺼지지 않는 tv> (동료)
- 2017.02.04 <한달만 사랑할게> (남직원)
- 2017.02.18 <마스커레이드> (tv)
- 2017.02.25 <탈퇴하시겠습니까?> (민수)
- 2017.03.11 <카페W> (친구 男)
- 2017.04.08 <멋진 친구> - 진석
- 2017.04.29 <붉은 잠옷의 비밀> - 의사
- 2017.06.10 <앓던 이 빠지던 날> - 교수
- 2017.07.01 <비너스 전파사> - 남자 앵커
- 2017.07.08 <개 짖는 소리> - 아나운서
- 2017.07.29 <작가님, 휴재는 안됩니다> - 선운
- 2017.08.12 <조율 1부> - 인테리어업자
- 2017.10.14 <갑을 위한 변명> - 경찰
- 2017.10.14 <갑을 위한 변명> - 경찰
- 2017.11.18 <당신을 위한 티켓> - 의사

라디오 문학관 (KBS 한민족방송)
- 2016.04.03 박황 作 <해우> (스님)
- 2016.04.10 성은영 作 <귀향의 끝> (사내들)
- 2016.04.17 김덕희 作 <낫이 짖을 때> (문하생2)
- 2016.04.24 천명관 作 <퇴근> (조정관3)
- 2016.05.22 김금희 作 <너무 한낮의 연애> (알바)
- 2016.06.19 백수린 作 <중국인 할머니> (웨이터)
- 2016.06.26 윤고은 作 <된장이 된> (피해자2)
- 2016.07.10 권여선 作 <층> (팀장)
- 2016.07.23 조동신 作 <등패> (사내2)
- 2016.07.31 김주동 作 <조합인간> (팬클럽3)
- 2016.08.21 박하익 作 <마지막 장난> (대학생2)
- 2016.08.28 송시우 作 <좋은 친구> (최형사)
- 2016.09.04 홍지화 作 <드라이아이스> (의사/기자)
- 2016.09.11 김호경 作 <남자의 아버지> (태형 아들)
- 2016.09.18 장강명 作 <대외활동의 신> (지원자2)
- 2016.10.02 이영훈 作 <상자> (무관)
- 2016.10.30 정미경 作 <못> (강)
- 2016.11.13 문경민 作 <곰씨의 동굴> (운전기사)
- 2016.11.20 고은규 作 <오빠의 알레르기> (황대리)
- 2016.11.27 조수경 作 <내 사람이여> (후배1)
- 2016.12.04 백수린 作 <고요한 사건> (남고생2)
- 2016.12.11 김혜진 作 <아웃 포커스> (119대원)
- 2016.12.25 최민우 作 <머리 검은 토끼> (성우 男)
- 2017.01.08 김애란 作 <어디로 가고 싶으신가요> (지용)
- 2017.01.15 김민주 作 <너의 목소리> (승객2)
- 2017.01.22 이기호 作 <최미진은 어디로> (성우(男))
- 2017.01.29 이서진 作 <아내의 정원수> (앵커)
- 2017.02.05 권제훈 作 <박스> (학생1/후배1)
- 2017.02.19 김홍 作 <어쨌든 하루하루> (대변인)
- 2017.03.05 윤고은 作 <부루마불에 평양이 있다면> (행인)
- 2017.03.26 <잔혹한 선물> - 소대장
- 2017.04.02 <학생댁 유씨씨> - 피디
- 2017.04.09 <코 없는 남자 이야기> - 남직원
- 2017.04.16 <결혼 자격 시험> - 남자 성우
- 2017.05.14 <새들은 나는게 재미있을까> - 남자 성우
- 2017.05.21 <풍경소리> - 남자 성우
- 2017.06.04 <스위치> - 민원실 직원
- 2017.06.11 <당신이 죽어야 하는 7가지 이유> - 아들
- 2017.08.06 <화성의 물고기를 낚는 경쾌한 낚시법> - 친구
- 2017.09.03 <피코> - 공무원
- 2017.11.05 <손톱> - 의사

다큐멘터리 역사를 찾아서 (KBS 라디오)
- 2016.03.06 <제593편 연산군, 사냥에 탐닉하다> (관리2)
- 2016.04.03 <제597편 갑자사화의 서곡 - 이세좌·홍귀달 사건> (간관1)
- 2016.04.17 <제599편 폐비 윤씨, 복권되다> (승지1)
- 2016.04.24 <제600편 갑자사화 - 120명을 극형에 처하다> (관원2)
- 2016.05.08 <제602편 "천재지변도 신하들 탓이다!"> (승지3)
- 2016.05.22 <제604편 성균관을 철거하고 환관을 총애하다> (내관)
- 2016.05.29 <제605편 환관 김처선> (승지2)
- 2016.07.17 <제612편 흥청 ? 운평 ? 광희 - 연산군의 여인들> (승지2)
- 2016.07.31 <제614편 폭정의 종말> (승지)
- 2016.08.07 <제615편 중종반정> (영산군)
- 2016.08.14 <제616편 중종의 왕비 신씨를 폐하다> (박호겸)
- 2016.08.21 <제617편 중종, 명나라 책봉은 좌절되고> (승지2)
- 2016.08.28 <제618편 미약한 왕권, 꼬리를 무는 옥사(獄事)> (노영손)
- 2016.09.04 <제619편 조선의 골칫거리 - 삼포의 왜인들> (병사)
- 2016.09.11 <제620편 가덕도 왜변, 그 범인을 색출하라> (관리자)
- 2016.09.18 <제621편 삼포 왜란> (병졸/윤금손)
- 2016.09.25 <제622편 삼포 왜인들을 격퇴하다> (신용개)
- 2016.10.02 <제623편 대간의 힘, 공조판서를 바꾸다> (신용개)
- 2016.10.09 <제624편 「반정 삼대장」 기사게 꺾이다> (홍경주)
- 2016.10.16 <제625편 사림파, 「역사바로세우기」의 시동을 걸다> (간관3)
- 2016.12.18 <제634편 소격서를 혁파하다> (승지2)
- 2016.12.25 <제635편 사회전야 - 깊어지는 갈등> (간관1)
- 2017.01.01 <제636편 반정공신의 위훈을 삭탈하다> (승지)
- 2017.01.08 <제637편「주초위왕(走肖爲王)」은 사실일까> (승지/대신)
- 2017.02.12 <제642편 「기묘사림」을 일망타진하다> (송사련)
- 2017.02.19 <제643편 척신 김안로, 탄핵을 받다> (간관3)
- 2017.02.26 <제644편 경빈 박 씨와 「작서의 변」> (관원2)

와이파이 초한지 (KBS 라디오)
- 2016.05.11 <3화> (남자2)
- 2016.05.16 <6화> (대신3)
- 2016.05.24 <12화> (남자)
- 2016.05.27 <15화> (군사2)
- 2016.06.01 <18화> (기자)
- 2016.06.03 <20화> (관료2)
- 2016.06.10 <25화> (부장2)
- 2016.06.21 <32화> (죄수3)
- 2016.06.29 <38화> (황자1)
- 2016.06.30 <39화> (수졸1)
- 2016.07.01 <40화> (수졸1)
- 2016.07.07 <44화> (회원1)
- 2016.07.11 <46화> (군사3)
- 2016.07.14 <49화> (원로4)
- 2016.07.15 <50화> (남자3)
- 2016.07.21 <54화> (남자1)
- 2016.07.26 <57화> (수문장)
- 2016.07.28 <59화> (군사1)
- 2016.08.01 <61화> (전령)
- 2016.08.03 <63화> (전령)
- 2016.08.05 <65화> (남자2)
- 2016.08.12 <70화> (군사2)
- 2016.08.22 <76화> (군사4)
- 2016.08.26 <80화> (군사)
- 2016.09.01 <84화> (부하)
- 2016.09.02 <85화> (군사2)
- 2016.09.05 <86화> (군사1)
- 2016.09.06 <87화> (군사3)
- 2016.09.12 <91화> (군사2)
- 2016.09.15 <94화> (문지기)
- 2016.09.26 <101화> (군사/장수2)
- 2016.09.27 <102화> (대신6)
- 2016.09.28 <103화> (남자)
- 2016.09.29 <104화> (문지기)
- 2016.10.06 <109화> (장수2)
- 2016.10.13 <114화> (군사2)
- 2016.10.19 <118화> (군사1)
- 2016.10.20 <119화> (남자2)
- 2016.10.31 <126화> (장군2)
- 2016.11.01 <127화> (군사2)
- 2016.11.02 <128화> (남자)
- 2016.11.09 <133화> (장수2)
- 2016.11.15 <137화> (부하)
- 2016.11.23 <143화> (목격자2)
- 2016.11.29 <147화> (군사2)
- 2016.12.06 <152화> (장군2)
- 2016.12.08 <154화> (군사3)
- 2016.12.09 <155화> (부하)
- 2016.12.13 <157화> (군사1)
- 2016.12.16 <160화> (군사1/군사2)
- 2016.12.21 <163화> (성우2)
- 2016.12.22 <164화> (군사1/군사2)
- 2017.01.05 <174화> (군사2)
- 2017.01.09 <176화> (동생)
- 2017.01.17 <182화> (관영)
- 2017.01.26 <189화> (군사3/군사5)
- 2017.02.01 <193화> (장군3)
- 2017.02.10 <199화> (기사)
- 2017.03.06 <215화> (장군3)
- 2017.03.10 <219화> (군사1/군사2)
- 2017.03.28 <231화> (관영)

## 같이 보기
- 한국방송 성우극회